# Saab 9-5
Saab 9-5 je automobil vyšší střední třídy vyráběný švédskou automobilkou Saab Automobile. První generace byla představena v roce 1997 jako nástupce pro Saab 9000 pro modelový rok 1998. V té době automobil představoval velký skok pro Saab. Ve Spojených státech byl 9-5 představen v roce 1998 pro modelový rok 1999.
15. září 2009 byla na Frankfurtském autosalonu představena druhá generace 9-5 a výroba byla zahájena v červnu 2010. Jde o první Saab, jehož výroba byla spuštěna v rámci vlastnictví Spyker Cars, i když byl vyvinut pod úplným vlastnictvím GM.

## První generace (1997-2010)

### Motory
První generace Saab 9-5 byla poháněna řadovými 4válcovými motory B205 a B235. Verze GM 54° V6 poháněná unikátním asymetrickým nízkotlakým turbodmychadlem byla k dispozici od roku 1999 do 2003. Tento motor byl k dispozici pouze s automatickou převodovkou a automobily s tímto motorem se odlišovaly dvěma koncovkami výfuku. Tento motor byl k dispozici pouze s výbavou Arc, SE a Griffin. V roce 2004 byl motor V6 nahrazen vysokotlakým řadovým 4válcem s turbodmychadlem o výkonu 160 kW/220 koní. V roce 2006 tento motor produkoval až 190 kW/260 koní, dokonce v ne Aero nebo sportovních modelech (US modely).
B235 motory v modelech 9-5 trpěly vysokou mírou selhání motoru v důsledku usazování motorového oleje. Saab pro rok 2004 pozitivně předělal systém větrání klikové skříně (PCV), který tento problém eliminuje. Mnoho stížností majitelů 9-5 nutí koncern GM nabízet 8letou záruku na modely se 4válcovým motorem za předpokladu, že majitel musí předložit důkaz pravidelné výměny oleje. Saab nyní také doporučuje používat doporučené směsi oleje jako preventivní opatření.

### Převodovky
9-5 byl dostupný s Aisin AW 4rychlostní automatickou převodovkou v letech 1997 až 2001. Nová Aisin AW 5rychlostní automatická převodovka nahradila 4rychlostní. 5rychlostní manuální převodovka je standardně montována do základních modelů a modelu Aero.

### Aero
Výkonově orientovaný 9-5 Aero byl poprvé představen v roce 2000 s 2,3litrovým přeplňovaným motorem B235R o výkonu 230 koní. Tato vlajková loď měla dlouhý seznam standardních funkcí, sportovně laděné odpružení a boční lišty karosérie. V roce 2002 stoupl výkon motoru na 250 koní. Vysokovýkonná verze 9-5 dosahovala výkonu 191 kW/260 HP a 350 Nm (z maximálního točivého momentu 370 Nm s 20-sekundovou overboost funkcí k dispozici pouze s manuální převodovkou). Tuningové firmy jako Hirsch Performance, MapTun Performance a Nordic Uhr and BSR AB se specializací na modely Saab, dokáží upravit motor i na výkon 340 kW/450 HP.
V současné době je motor B235R o výkonu 260-koní standardem v obou Aero a 2,3t modelech. Navíc téměř všechny funkce, které jsou na modelech Aero standardem, jsou nyní standardem i na 2.3t, přičemž výjimkou je jen sportovně laděný podvozek, dvoubarevné kožené čalounění, "výroční" disky kol a interiérové doplňky z broušeného hliníku z nichž jsou všechny standardem ve verzi Aero a nejsou k dispozici ve verzi 2.3t.

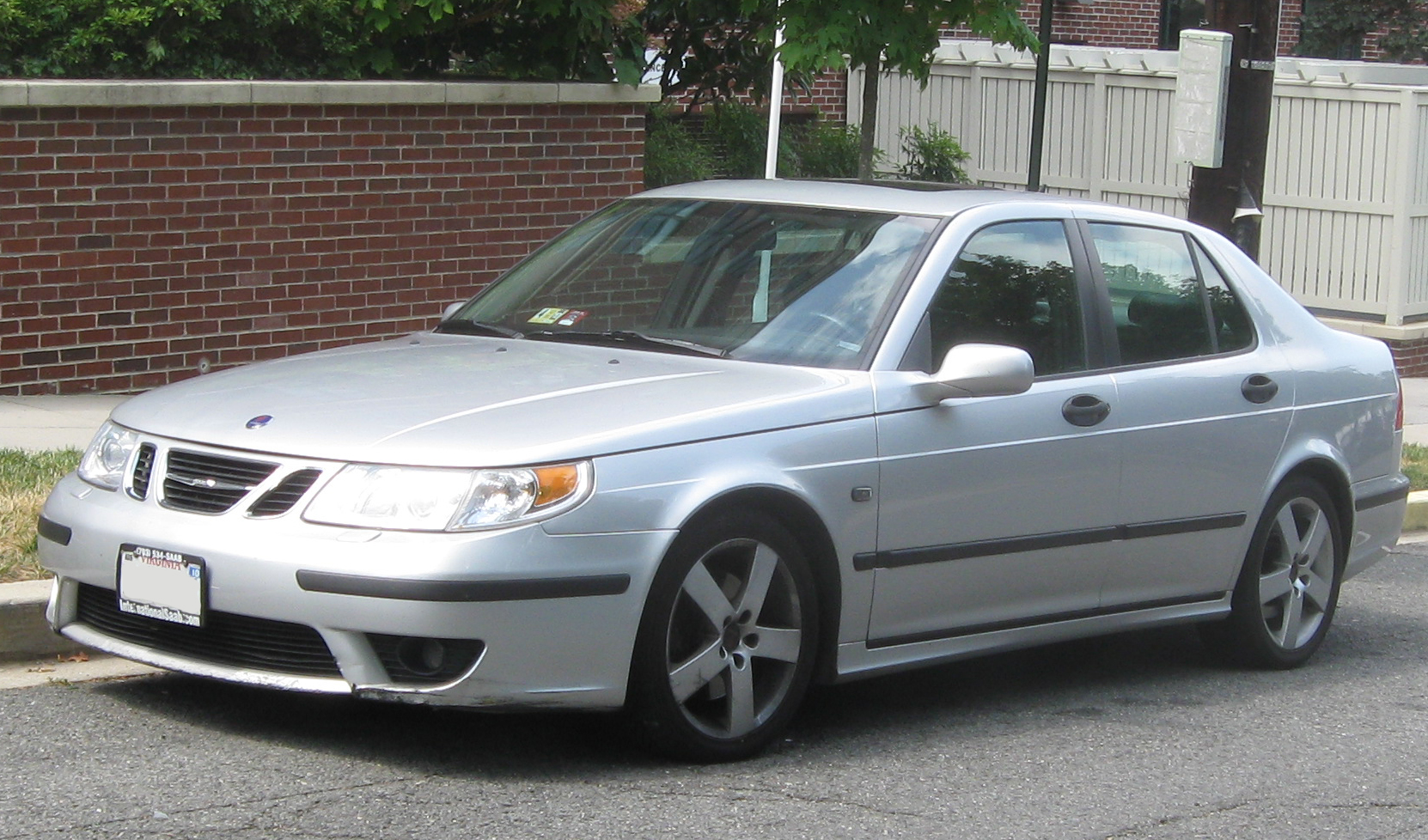
2002–2005 Saab 9-5 sedan (US)
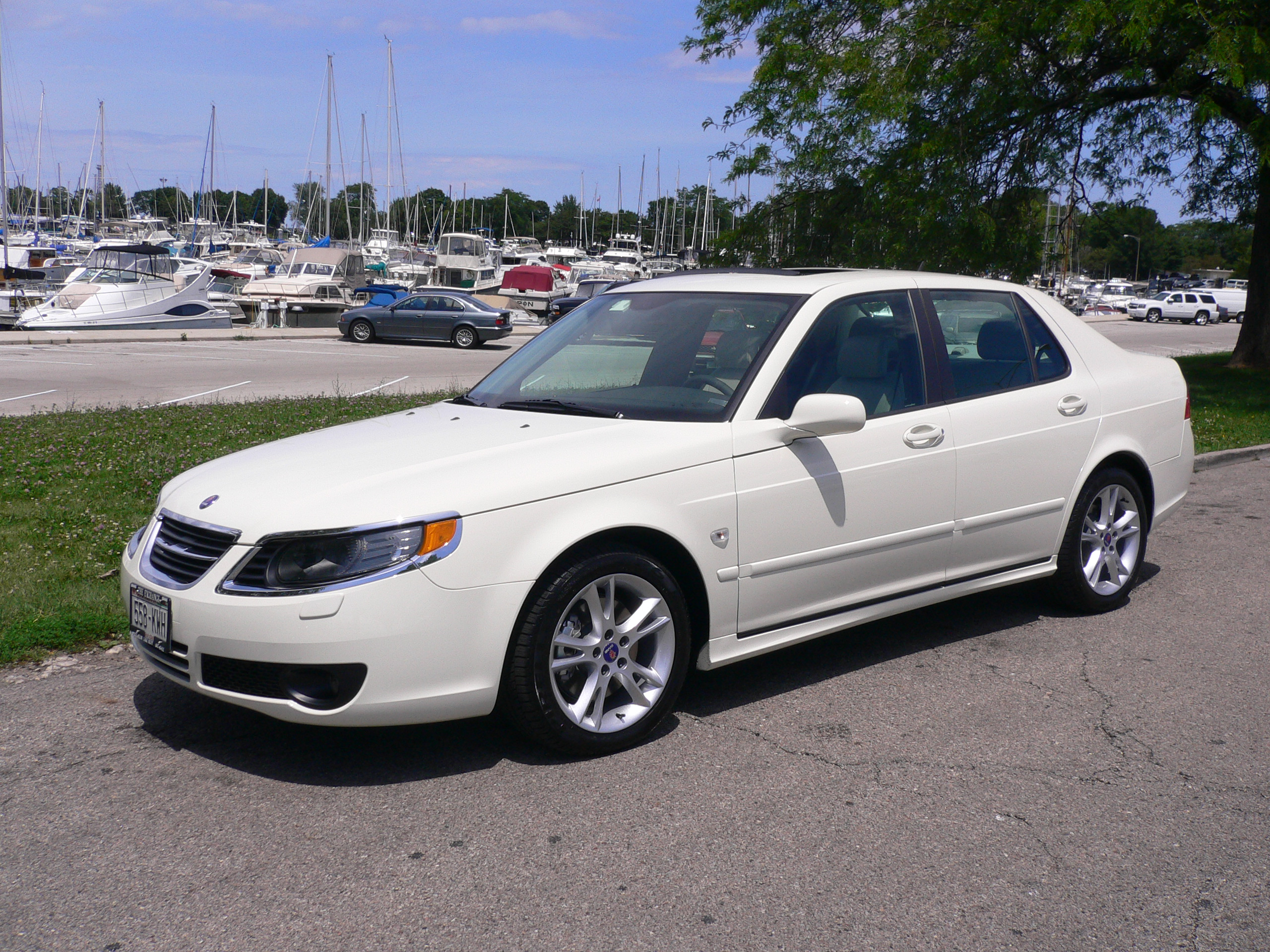
2007 Saab 9-5 sedan (US)
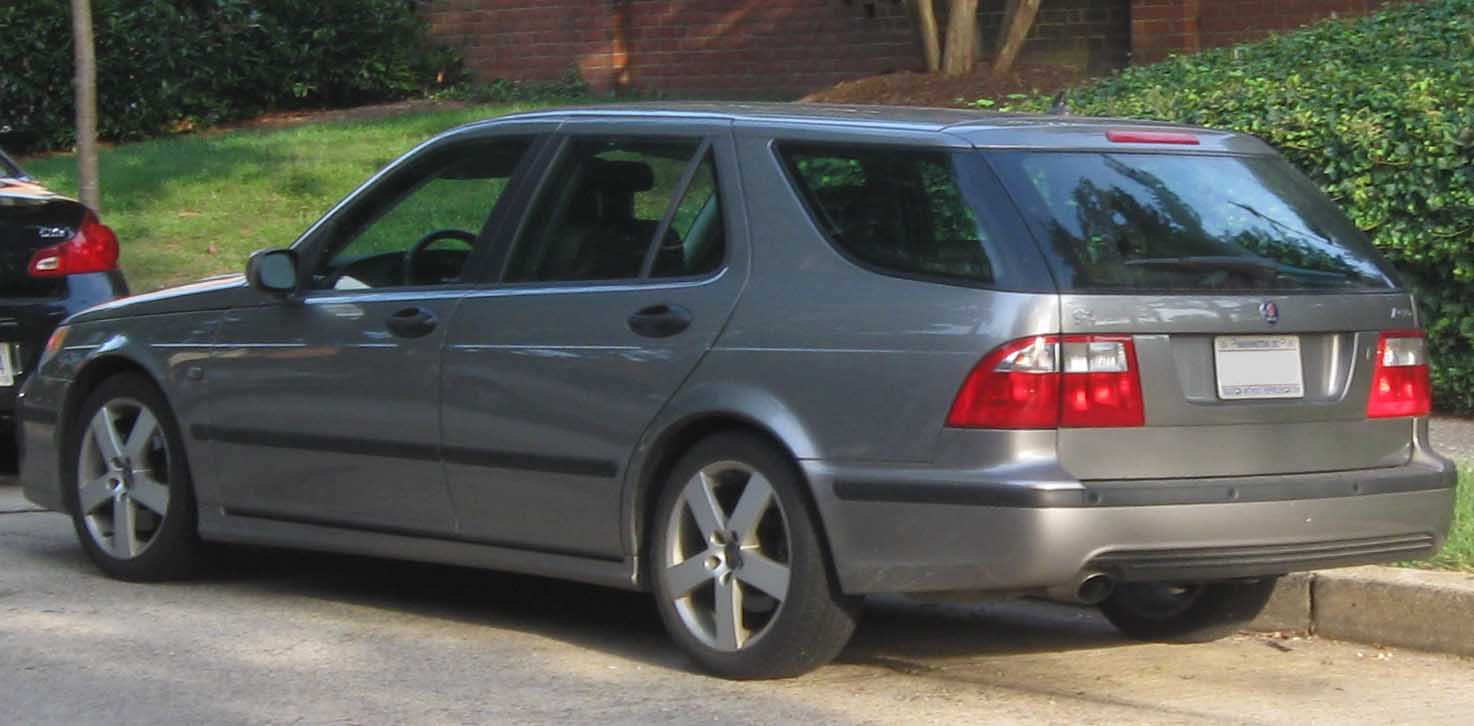
2002–2005 Saab 9-5 Aero wagon (US)
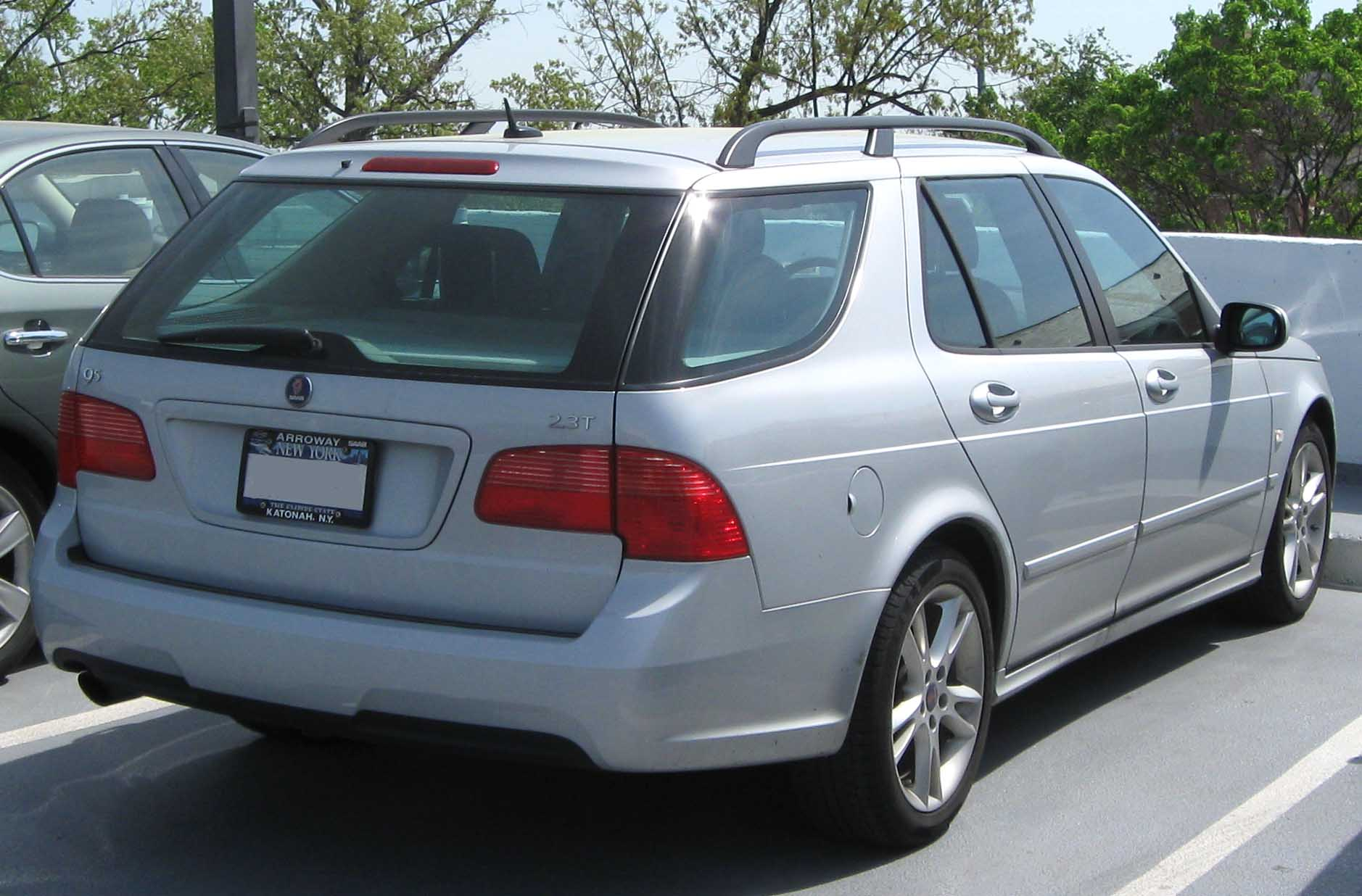
2006–2010 Saab 9-5 wagon (US)

#### Motory
| Model         | Roky výroby | Motor              | Typ motoru               | Oblem válců | Max. výkon                         | Max. točivý moment        | 0 -100 km/ h  |
| ------------- | ----------- | ------------------ | ------------------------ | ----------- | ---------------------------------- | ------------------------- | ------------- |
| 1.9TiD        | 2006 - 2009 | Fiat JTD           | řadový 4válec, vznětový  | 1 910 cc    | 110 kW / 150 HP při 4 000 ot / min | 320 Nm při 2 000 ot / min | 10,1 (10,7) s |
| 2.2TiD        | 2002 - 2006 | Opel Ecotec X22DTH | řadový 4válec, vznětový  | 2 171 cc    | 88 kW / 120 HP při 4 000 ot / min  | 280 Nm při 1 500 ot / min | 11,0 s        |
| 3.0 V6TiD     | 2001 - 2006 | Isuzu DMAX         | V6, vznětový             | 2 958 cc    | 129 kW / 176 HP při 4 000 ot / min | 350 Nm při 1 800 ot / min | 8,9 s         |
| 2.0t          | 1998 - 2009 | B205               | řadový 4válec, benzínový | 1 985 cc    | 110 kW / 150 HP při 5 500 ot / min | 240 Nm při 1 800 ot / min | 9,8 (10,2) s  |
| 2.0t BioPower | 2005 - 2009 | B205               | řadový 4válec, E85       | 1 985 cc    | 132 kW / 180 HP při 5 500 ot / min | 280 Nm při 1 800 ot / min | 8,5 (9,0) s   |
| 2.3t BioPower | 2006 - 2009 | B235L              | řadový 4válec, E85       | 2 290 cc    | 154 kW / 210 HP při 5 500 ot / min | 310 Nm při 1 800 ot / min | 7,9 (8,5) s   |
| 2.3t          | 1998 - 2001 | B235E              | řadový 4válec, benzínový | 2 290 cc    | 125 kW / 170 HP při 5 500 ot / min | 280 Nm při 1 800 ot / min | 8,7 (9,3) s   |
| 2.3t          | 2001 - 2009 | B235E              | řadový 4válec, benzínový | 2 290 cc    | 136 kW / 185 HP při 5 500 ot / min | 280 Nm při 1 800 ot / min | 7,9 (8,5) s   |
| 2.3t          | 2004 - 2005 | B235L              | řadový 4válec, benzínový | 2 290 cc    | 162 kW / 220 HP při 5 500 ot / min | 310 Nm při 2 500 ot / min | 7,9 (8,5) s   |
| 3.0t V6       | 1998 - 2003 | L81                | V6, benzínový            | 2 962 cc    | 147 kW / 200 HP při 5000 ot / min  | 310 Nm při 2 500 ot / min | 8,3 (auto) s  |
| Aero          | 1999 - 2001 | B235R              | řadový 4válec, benzínový | 2 290 cc    | 169 kW / 230 HP při 5 500 ot / min | 350 Nm při 1 900 ot / min | 6,9 (7,3) s   |
| Aero          | 2002 - 2005 | B235R              | řadový 4válec, benzínový | 2 290 cc    | 184 kW / 250 HP při 5 300 ot / min | 370 Nm při 1 900 ot / min | 6,9 (7,3) s   |
| Aero          | 2006 - 2009 | B235R              | řadový 4válec, benzínový | 2 290 cc    | 191 kW / 260 HP při 5 300 ot / min | 350 Nm při 1 900 ot / min | 6,9 (7,3) s   |

## Druhá generace (2010–2012)
Druhá generace Saabu 9-5 se díky tomu, že se Saab odtrhl od GM, dost změnila.
Například nový Saab 9-5 má velký nápis SAAB na přední masce a designové odlišení od 1. generace díky stále větší podobnosti s Opelem Insignia.

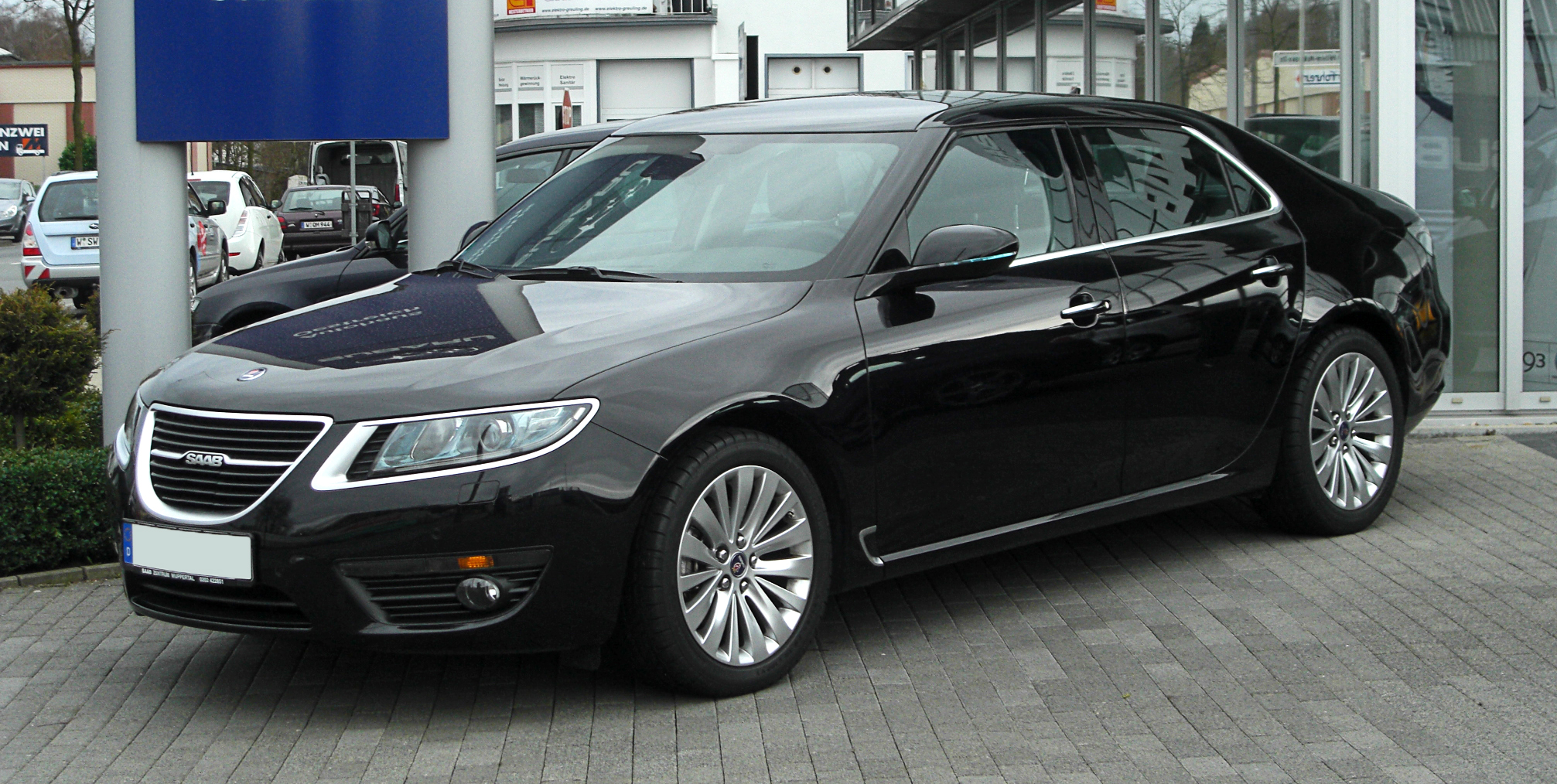
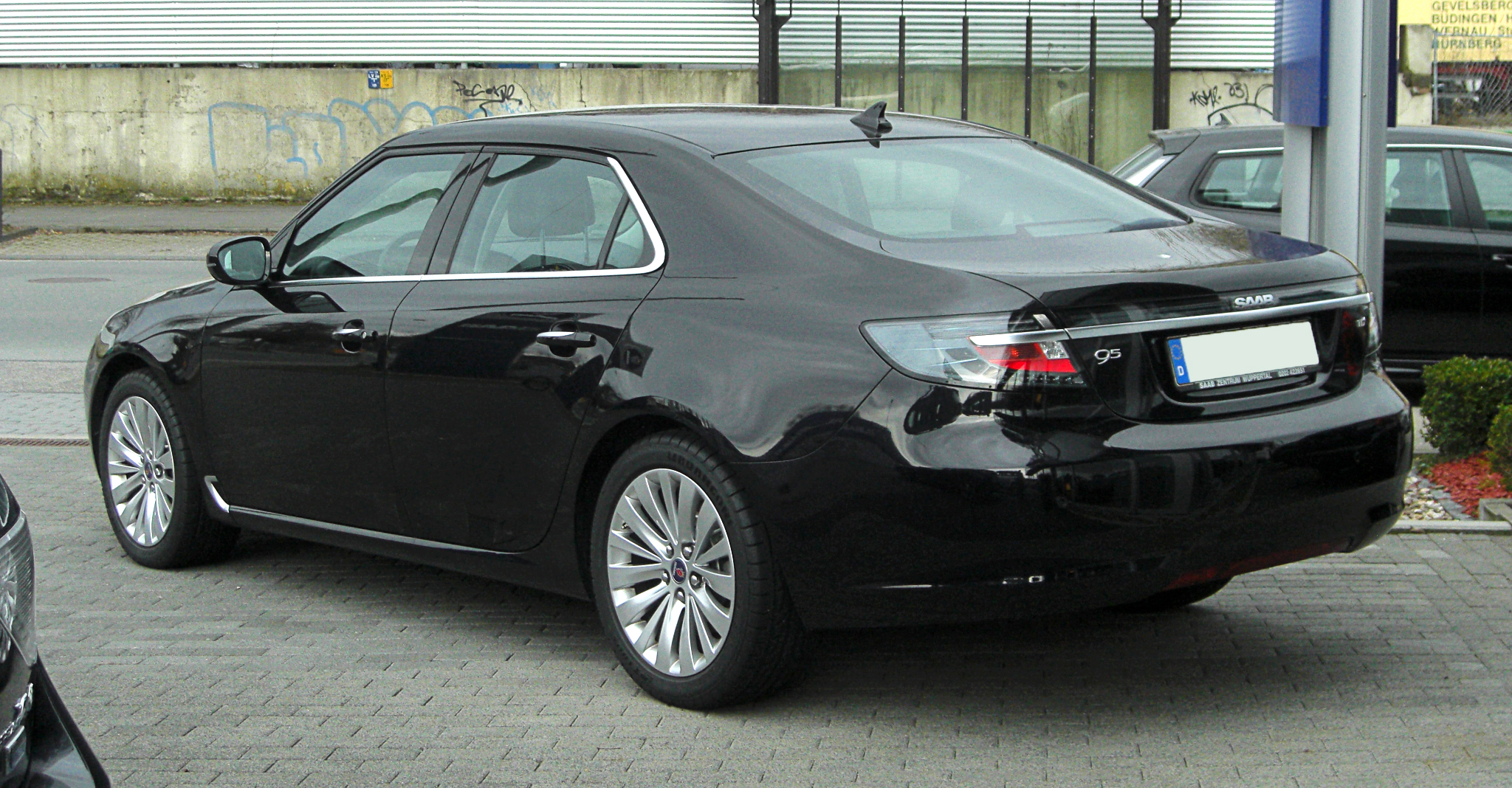